# Bee-Side Sea-Side 〜B-side Collection Album〜
『Bee-Side Sea-Side 〜B-side Collection Album〜』（ビー・サイド・シー・サイド）は、日本のバンドUNISON SQUARE GARDENの15周年記念カップリングベストアルバム。2019年7月3日に発売された。

## 概要
前作『MODE MOOD MODE』より1年5ヶ月ぶりのアルバム。結成15周年を記念して製作された。歴代シングルのカップリング楽曲や結成10周年を記念し発売された『DUGOUT ACCIDENT』収録楽曲を再収録した作品であり、再ミックスまたは再レコーディングした曲や今作のために歌詞が一部書き換えられた楽曲などを含む全32曲を収録。

初回盤には、2019年4月25日に新木場STUDIO COASTで開催されたファンクラブ会員限定イベント「UNISON SQUARE GARDEN TOUR 2019「Bee side Sea side 0」」公演の模様と、本作の発売を記念して行われた投票企画「B side 総選挙」で1位を獲得した「スノウリバース」のMVを収録したDVD / BDを封入。

## 楽曲について
プログラムcontinued (15th style)
「DUGOUT ACCIDENT」に収録された楽曲「プログラムcontinued」の15周年バージョンであり、歌詞もそれに伴い大きく変更されている。本アルバムのボーナストラックとして収録。

## 収録内容

### CD
- B.C style：今作収録時再レコーディング曲
B.C mix：今作収録時ミックス変更曲
D.A style：「DUGOUT ACCIDENT」収録時再レコーディング曲
D.A mix：「DUGOUT ACCIDENT」収録時ミックス変更曲

#### DISC1
| 全編曲: UNISON SQUARE GARDEN、 編曲協力：小林康太（#12）。 |                                                                 |            |       |
| #                                                          | タイトル                                                        | 作詞・作曲 | 時間  |
| 1.                                                         | 「5分後のスターダスト (B.C style)」                             | 田淵智也   | 4:24  |
| 2.                                                         | 「ガリレオのショーケース (D.A style)」                          | 田淵智也   | 4:17  |
| 3.                                                         | 「一人思うは雨の中 (B.C mix)」                                  | 田淵智也   | 4:59  |
| 4.                                                         | 「スノウリバース (B.C style)」                                  | 田淵智也   | 5:30  |
| 5.                                                         | 「ギャクテンサヨナラ (B.C style)」                              | 田淵智也   | 4:12  |
| 6.                                                         | 「空の飛び方 (B.C mix)」                                        | 田淵智也   | 4:13  |
| 7.                                                         | 「僕は君になりたい (B.C mix)」                                  | 田淵智也   | 4:29  |
| 8.                                                         | 「UNOストーリー (B.C mix)」                                     | 田淵智也   | 4:20  |
| 9.                                                         | 「over driver (B.C mix)」                                       | 田淵智也   | 3:27  |
| 10.                                                        | 「さよならサマータイムマシン (B.C mix)」                        | 田淵智也   | 4:29  |
| 11.                                                        | 「誰かが忘れているかもしれない僕らに大事な001のこと (D.A mix)」 | 田淵智也   | 4:44  |
| 12.                                                        | 「さわれない歌」                                                | 田淵智也   | 5:14  |
| 13.                                                        | 「三日月の夜の真ん中 (B.C mix)」                                | 斎藤宏介   | 4:31  |
| 14.                                                        | 「ラブソングは突然に〜What is the name of that mystery?〜」     | 田淵智也   | 3:56  |
| 15.                                                        | 「ノンフィクションコンパス (B.C mix)」                          | 田淵智也   | 4:58  |
| 16.                                                        | 「セク×カラ×シソンズール」                                      | 田淵智也   | 4:35  |
| 合計時間:                                                  | 合計時間:                                                       | 合計時間:  | 72:18 |

#### DISC2
| 全作詞・作曲: 田淵智也、全編曲: UNISON SQUARE GARDEN、編曲協力：小林康太（#3）。 |                                         |          |            |      |
| #                                                                                | タイトル                                | 作詞     | 作曲・編曲 | 時間 |
| 1.                                                                               | 「ピストルギャラクシー」                | 田淵智也 | 田淵智也   | 4:01 |
| 2.                                                                               | 「三月物語」                            | 田淵智也 | 田淵智也   | 3:56 |
| 3.                                                                               | 「I wanna believe、夜を行く (B.C mix)」 | 田淵智也 | 田淵智也   | 4:32 |
| 4.                                                                               | 「シグナルABC」                         | 田淵智也 | 田淵智也   | 3:13 |
| 5.                                                                               | 「東京シナリオ」                        | 田淵智也 | 田淵智也   | 4:41 |
| 6.                                                                               | 「RUNNERS HIGH REPRISE」                | 田淵智也 | 田淵智也   | 4:28 |
| 7.                                                                               | 「flat song」                           | 田淵智也 | 田淵智也   | 4:05 |
| 8.                                                                               | 「スノウループ」                        | 田淵智也 | 田淵智也   | 4:26 |
| 9.                                                                               | 「サンタクロースは渋滞中」              | 田淵智也 | 田淵智也   | 2:48 |
| 10.                                                                              | 「リトルタイムストップ」                | 田淵智也 | 田淵智也   | 4:18 |
| 11.                                                                              | 「きみはいい子」                        | 田淵智也 | 田淵智也   | 4:53 |
| 12.                                                                              | 「ラディアルナイトチェイサー」          | 田淵智也 | 田淵智也   | 3:26 |
| 13.                                                                              | 「Micro Paradiso!」                     | 田淵智也 | 田淵智也   | 3:45 |
| 14.                                                                              | 「たらればわたがし」                    | 田淵智也 | 田淵智也   | 3:30 |
| 15.                                                                              | 「ここで会ったがけもの道」              | 田淵智也 | 田淵智也   | 3:01 |
| 16.                                                                              | 「プログラムcontinued (15th style)」    | 田淵智也 | 田淵智也   | 4:39 |
| 合計時間:                                                                        | 合計時間:                               | 63:42    |            |      |

| #  | タイトル                                                    | 作詞 | 作曲・編曲 |
| -- | ----------------------------------------------------------- | ---- | ---------- |
| 1. | 「「Bee side Sea side 0」at 新木場STUDIO COAST 2019.04.25」 |      |            |
| 2. | 「「スノウリバース」Music Video」                           |      |            |